# Liste der Baudenkmäler in Hilden
Die Liste der Baudenkmäler in Hilden enthält die denkmalgeschützten Bauwerke auf dem Gebiet der Stadt Hilden im Kreis Mettmann in Nordrhein-Westfalen (Stand: April 2021). Diese Baudenkmäler sind in der Denkmalliste der Stadt Hilden eingetragen; Grundlage für die Aufnahme ist das Denkmalschutzgesetz Nordrhein-Westfalen (DSchG NRW).

## Baudenkmäler
Baudenkmäler sind „Denkmäler, die aus baulichen Anlagen oder Teilen baulicher Anlagen bestehen“. Die Denkmalliste der Stadt Hilden umfasst 69 Baudenkmäler, darunter 30 Wohnhäuser, neun Geschäftshäuser, je sieben Wohn- und Geschäftshäuser und öffentliche Gebäude, je drei Adelssitze, Industriegebäude, Kleindenkmäler und Sakralbauten, zwei Infrastrukturbauwerke und eine landwirtschaftliche Anlage. Die Bestandteile von Denkmal Nr. 39, die schützenswerten Bauten des Hauptfriedhofs, werden in dieser Liste separat aufgeführt. Es handelt sich um zwei Gebäude und 27 Grabstätten.
Weiterhin sind die Ringwallanlage Holterhöfchen in der Straße Am Holterhöfchen als Bodendenkmal in Teil B sowie die Benrather Straße, die Ellerstraße, die Innenstadt und die Walder Straße als Denkmalbereiche in Teil D der Denkmalliste der Stadt Hilden eingetragen.
Die Liste umfasst falls vorhanden eine Fotografie des Denkmals, als Bezeichnung falls vorhanden den Namen, sonst kursiv den Gebäudetyp sowie die Adresse. Der Name entspricht dabei der Bezeichnung durch die untere Denkmalbehörde der Stadt Hilden. Abkürzungen wurden zum besseren Verständnis aufgelöst, die Typografie an die in der Wikipedia übliche angepasst und Tippfehler korrigiert.
| Bild                                 | Bezeichnung                                    | Lage                                       | Beschreibung | Bauzeit                | Eingetragen seit                 | Denkmal- nummer |
| ------------------------------------ | ---------------------------------------------- | ------------------------------------------ | --- | ---------------------- | -------------------------------- | --------------- |
| weitere Bilder                       | Empfangsgebäude Bahnhof Hilden                 | Bahnhofsallee 5 Karte                      | | 1874                   | 23.02.2000                       | 54              |
| Wohn- und Geschäftshaus              | Wohn- und Geschäftshaus                        | Benrather Straße 16 Karte                  | Neurenaissance, früher Niederlassung der Reichsbank | Ende 19. Jh.           | 16.08.2004                       | 60              |
| Gaststättengebäude                   | Gaststättengebäude                             | Benrather Straße 20 Karte                  | Istanbul Restaurant Ocakbasi, früher „Zur Postbrücke“ und „Stadtschreiber“ | 1901                   | 11.11.1999                       | 53              |
| Villengebäude                        | Villengebäude                                  | Benrather Straße 29 Karte                  | ehemaliges Standesamt |                        | 09.12.2009                       | 67              |
| weitere Bilder                       | Kornbrennerei                                  | Benrather Straße 32 Karte                  | Betriebsgebäude aus Backstein der 1864 von Johann Peter Vogelsang gegründeten Kornbrennerei, seit 1989 Teil des Wilhelm-Fabry-Museums                                                                                                  | um 1875                | 10.07.1986                       | 25              |
| Wohngebäude                          | Wohngebäude                                    | Benrather Straße 45 Karte                  | Wohngebäude |                        | 15.03.2023                       | 78              |
| Wohngebäude                          | Wohngebäude                                    | Benrather Straße 48 Karte                  | Bürgerhaus | 1875                   | 02.08.1984                       | 3               |
| Wohn- und Geschäftshaus              | Wohn- und Geschäftshaus                        | Benrather Straße 50/52 Karte               | Stadtpalais | 1875                   | 20.12.1984                       | 15              |
| Wohn- und Geschäftshaus              | Wohn- und Geschäftshaus                        | Berliner Straße 10 Karte                   | | Anf. 20. Jh.           | 06.03.2017                       | 76              |
| Fabrikantenvilla                     | Fabrikantenvilla                               | Düsseldorfer Straße 102 Karte              | ehemalige Villa des Inhabers der Hermann Wiederhold Lackfabriken (heute AkzoNobel) | 1877                   | 17.07.1986                       | 26              |
| Haus zum Schwan                      | Haus zum Schwan                                | Eisengasse 1 Karte                         | transloziertes Fachwerkhaus, früherer Standort: Schwanenstraße Ecke Apfelstraße. Der Schwan ist das Zeichen der Reformierten, besonders der Lutheraner.                                                                                | Anf. 18. Jh.           | 30.04.1990                       | 47              |
| weitere Bilder                       | Kückeshaus                                     | Eisengasse 2 Schwanenstraße 12 Karte       | ehemaliges Armenhaus der Reformierten Gemeinde Hilden, mit Andreaskreuzen in den Gefachen gestaltetes Fachwerkhaus mit Krüppelwalmdach am Giebel zur Schwanenstraße                                                                    | 1766/1767              | 25.10.1984                       | 6               |
| Holter Hof beziehungsweise Elper Hof | Holter Hof beziehungsweise Elper Hof           | Elb 44 Karte                               | | um 1750                | 27.12.1984                       | 16              |
| Autobahnbrücke der A 3               | Autobahnbrücke der A 3                         | Elberfelder Straße Karte                   | eine der ersten deutschen Autobahnbrücken, deren Stahlträger geschweißt statt, wie vorher üblich, genietet wurde | 1935                   | 25.10.2006                       | 64              |
| Fachwerkhaus                         | Fachwerkhaus                                   | Elberfelder Straße 44 Karte                | | 18. Jh.                | 28.01.1985                       | 19              |
| Wohngebäude                          | Wohngebäude                                    | Ellerstraße 12 Karte                       | | um 1908                | 16.10.2013                       | 72              |
| Wohngebäude                          | Wohngebäude                                    | Ellerstraße 13 Karte                       | |                        | 18.04.1984                       | 2               |
| Wohngebäude                          | Wohngebäude                                    | Ellerstraße 14 Karte                       | |                        | 28.10.2005                       | 57              |
| Wohngebäude                          | Wohngebäude                                    | Ellerstraße 18 Karte                       | | Anfang 20. Jh.         | 18.03.2015                       | 73              |
| Wohngebäude                          | Wohngebäude                                    | Fabriciusstraße 1 Karte                    | |                        | 24.01.2005                       | 59              |
| Büro-/Gewerbebau                     | Büro-/Gewerbebau                               | Forststraße 2 Karte                        | Schiffsbauähnliches Gebäude im Stil der 1950er Jahre |                        | 26.01.2004                       | 55              |
| Schulgebäude                         | Schulgebäude                                   | Gerresheimer Straße 20 Karte               | 1915–1974 Gebäude des Helmholtz-Gymnasiums, seit 2004 Kultur- u. Weiterbildungszentrum „Altes Helmholtz“, Architekt: Peter Klotzbach (1875–1947)                                                                                       | 1914–1915              | 03.11.1998                       | 52              |
| weitere Bilder                       | Pungshaus                                      | Grünstraße 22 Karte                        | Fachwerkhaus | 1730                   | 30.09.1987                       | 32              |
| weitere Bilder                       | Fachwerkhäuser                                 | Hochdahler Straße 220b, 220c Karte         | Kleinstwohnhäuser, 1990 zerlegt, Haus Nr. 220b seit 2011 im LVR-Freilichtmuseum Lindlar |                        | 11.12.1984                       | 7               |
| Haus Hildener Künstler H6            | Haus Hildener Künstler H6                      | Hofstraße 6 Karte                          | ehemaliges Kutscherhaus des Fabrikanten Fritz Gressard (1839–1923) | 1902                   | 16.10.2013                       | 70              |
| Haus Eichenhorst                     | Haus Eichenhorst                               | Haus Eichenhorst 1 Karte                   | | 1920                   | 28.06.1988                       | 35              |
| weitere Bilder                       | Haus Horst                                     | Horster Allee 40 Karte                     | Turm der mittelalterlichen Wasserburg „Haus Horst“ | 11./12. Jh.            | 19.12.1984                       | 14              |
| Fachwerkhaus                         | Fachwerkhaus                                   | Hülsenstraße 79 Karte                      | |                        | 18.12.1984                       | 12              |
| Burg Hülsen und Scheune              | Burg Hülsen und Scheune                        | Hülsenstraße 83, 83a, 89 Karte             | während des Dreißigjährigen Kriegs im 1363 ersterwähnten Wehrhof „Hülsengut“ errichtetes Burggebäude | um 1620                | 13.12.1984                       | 11              |
| Fachwerkhaus                         | Fachwerkhaus                                   | Hülsenstraße 95 Karte                      | | 2. Hälfte 18. Jh.      | 16.10.1984                       | 4               |
| weitere Bilder                       | Fachwerkhaus                                   | Im Loch 31 Karte                           | | Ende 16. Jh.           | 10.06.1987                       | 9a              |
| weitere Bilder                       | Fachwerkhaus                                   | Im Loch 33 Karte                           | | Ende 16. Jh.           | 13.12.1984                       | 10              |
| weitere Bilder                       | Wohn- und Gaststättengebäude Waldhaus          | Kalstert 51 Karte                          | ehemaliges Café-Restaurant | um 1900                | 11.09.2019                       | 77              |
| Wohngebäude mit Stall                | Wohngebäude mit Stall                          | Kesselsweier 1 Karte                       | ehemalige Hofstelle | um 1880–1895           | 16.12.2013                       | 71              |
| Friedhofskapelle Hauptfriedhof       | Friedhofskapelle Hauptfriedhof                 | Kirchhofstraße Karte                       | | 1910                   | 15.07.2004                       | 39a             |
| Eingangsportal Hauptfriedhof         | Eingangsportal Hauptfriedhof                   | Kirchhofstraße Karte                       | Eingangsportal zum 1807 angelegten Friedhof |                        | 15.07.2004                       | 39b             |
| Kriegsgräberstätte Hauptfriedhof     | Kriegsgräberstätte Hauptfriedhof               | Kirchhofstraße Karte                       | |                        | 15.07.2004                       | 39c             |
| Grabstätte Hauptfriedhof             | Grabstätte Hauptfriedhof                       | Kirchhofstraße Karte                       | Grabmal Arens | 1915 1                 | 03.05.1990                       | 39/14           |
| Grabstätte Hauptfriedhof             | Grabstätte Hauptfriedhof                       | Kirchhofstraße Karte                       | Grabmal J.P. und A. Benninghoven | 1876 1                 | 26.07.2004                       | 39/22           |
| Grabstätte Hauptfriedhof             | Grabstätte Hauptfriedhof                       | Kirchhofstraße Karte                       | Grabmal Otto Benninghoven | 1944 2                 | 19.04.2005                       | 39/25           |
| Grabstätte Hauptfriedhof             | Grabstätte Hauptfriedhof                       | Kirchhofstraße Karte                       | Grabmal Wilhelm Benninghoven | 1907 1                 | 03.05.1990                       | 39/11           |
| Grabstätte Hauptfriedhof             | Grabstätte Hauptfriedhof                       | Kirchhofstraße Karte                       | Grabmal Carl Bergmann | 1909 1                 | 03.05.1990                       | 39/12           |
| Grabstätte Hauptfriedhof             | Grabstätte Hauptfriedhof                       | Kirchhofstraße Karte                       | Grabmal Fritz Clees | um 1918                | 03.05.1990                       | 39/05           |
| Grabstätte Hauptfriedhof             | Grabstätte Hauptfriedhof                       | Kirchhofstraße Karte                       | Grabmal Felder | 1890 1                 | 02.05.1990                       | 39/02           |
| Grabstätte Hauptfriedhof             | Grabstätte Hauptfriedhof                       | Kirchhofstraße Karte                       | Grabmal Walter Furthmann | 1916 1                 | 29.06.2005                       | 39/15           |
| Grabstätte Hauptfriedhof             | Grabstätte Hauptfriedhof                       | Kirchhofstraße Karte                       | Grabmal Gerwien-Schäffler | 1901 2                 | 22.07.2005                       | 39/21           |
| Grabstätte Hauptfriedhof             | Grabstätte Hauptfriedhof                       | Kirchhofstraße Karte                       | Grabmal Gottschalk | um 1900                | 22.07.2005                       | 39/18           |
| Grabstätte Hauptfriedhof             | Grabstätte Hauptfriedhof                       | Kirchhofstraße Karte                       | Ehrengrab des Ehrenbürgers Fritz Gressard | um 1923                | 03.05.1990                       | 39/08           |
| Grabstätte Hauptfriedhof             | Grabstätte Hauptfriedhof                       | Kirchhofstraße Karte                       | Grabmal Herminghausen | 1916 2                 | 14.06.2005                       | 39/24           |
| Grabstätte Hauptfriedhof             | Grabstätte Hauptfriedhof                       | Kirchhofstraße Karte                       | Grabmal des Besteckfabrikanten Emil Keller (1850–1903), Gründer und Teilhaber der Metallwarenfabrik Heimendahl & Keller in Hilden | 1903                   | 23.07.2004                       | 39/20           |
| Grabstätte Hauptfriedhof             | Grabstätte Hauptfriedhof                       | Kirchhofstraße Karte                       | Grabmal Otto Klöckner | 1912 1                 | 03.05.2005                       | 39/09           |
| Grabstätte Hauptfriedhof             | Grabstätte Hauptfriedhof                       | Kirchhofstraße Karte                       | Grabmal Lina Lein |                        | 14.06.2005                       | 39/26           |
| Grabstätte Hauptfriedhof             | Grabstätte Hauptfriedhof                       | Kirchhofstraße Karte                       | Ehrengrabmal für den Ehrenbürger Wilhelm Ferdinand Lieven (1939–1902), Architekt: Walter Furthmann (1873–1945) | 1904                   | 02.05.1990                       | 39/01           |
| Grabstätte Hauptfriedhof             | Grabstätte Hauptfriedhof                       | Kirchhofstraße Karte                       | Grabmal Karl-Jakob Nebel (1831–1893) | 1893                   | 03.05.1990                       | 39/06           |
| Grabstätte Hauptfriedhof             | Grabstätte Hauptfriedhof                       | Kirchhofstraße Karte                       | Grabmal Niepenberg | 1923 2                 | 23.07.2004                       | 39/23           |
| Grabstätte Hauptfriedhof             | Grabstätte Hauptfriedhof                       | Kirchhofstraße Karte                       | Grabmal Fritz Peters | 1884 1                 | 03.05.1990                       | 39/13           |
| Grabstätte Hauptfriedhof             | Grabstätte Hauptfriedhof                       | Kirchhofstraße Karte                       | Grabmal Peter Rauen | 1915 2                 | 23.07.2004                       | 39/19           |
| Grabstätte Hauptfriedhof             | Grabstätte Hauptfriedhof                       | Kirchhofstraße Karte                       | Grabmal Reinartz | 1909 2                 | 23.07.2004                       | 39/16           |
| Grabstätte Hauptfriedhof             | Grabstätte Hauptfriedhof                       | Kirchhofstraße Karte                       | Grabmal Michael Tillmann | 1912                   | 21.09.1989                       | 39/17           |
| Grabstätte Hauptfriedhof             | Grabstätte Hauptfriedhof                       | Kirchhofstraße Karte                       | Grabmal Vogelsang: Die Bestatteten sind Nachfahren des ebenfalls auf dem Obelisken aufgeführten Johann Peter Vogelsang (* 7. September 1806; † 26. Februar 1878), Gründer der heute zum Wilhelm-Fabry-Museum gehörenden Kornbrennerei. | 1904 1                 | 02.05.1990                       | 39/03           |
| Grabstätte Hauptfriedhof             | Grabstätte Hauptfriedhof                       | Kirchhofstraße Karte                       | Grabmal Heinrich Volmer | 1900 1                 | 03.05.1990                       | 39/10           |
| Grabstätte Hauptfriedhof             | Grabstätte Hauptfriedhof                       | Kirchhofstraße Karte                       | Ehrengrabmal Wiederhold, Ruhestätte der Ehrenbürger Walter Wiederhold (1885–1959) u. Ellen Wiederhold (1921–1995), Ruhestätte der Inhaberfamilie der Hermann Wiederhold Lackfabriken                                                   | um 1902                | 03.05.1990                       | 39/07           |
| Grabstätte Hauptfriedhof             | Grabstätte Hauptfriedhof                       | Kirchhofstraße Karte                       | Grabmal Hermann Zimmermann | 1921 1                 | 02.05.1990                       | 39/04           |
| weitere Bilder                       | Kolpinghaus                                    | Kirchhofstraße 18 Karte                    | | 1908                   | 28.06.2004                       | 56              |
| weitere Bilder                       | Wohn- und Geschäftshaus                        | Kirchhofstraße 73 Karte                    | Gebäude, zunächst mit Gaststätte im Erdgeschoss, dann von 1977 bis 2018 Apotheke; Architekt: Walter Furthmann, Geschichte: Von der Schänke zur Apotheke                                                                                | 1903                   | 29.06.1988                       | 38              |
| Verwaltungsgebäude                   | Verwaltungsgebäude                             | Klotzstraße 22 Karte                       | erbaut als Verwaltungsgebäude der Firma Kampf & Spindler, Architekt: Walter Furthmann, seit 1988 Hotel am Stadtpark | um 1900                | 25.01.1985                       | 18              |
| weitere Bilder                       | Ehem. Höhere Privat-Knabenschule und Pensionat | Kolpingstraße 9–11 Karte                   | |                        | 17.10.1985                       | 22              |
| Fachwerkhaus mit Stallungen          | Fachwerkhaus mit Stallungen                    | Krabbenburg 11 Karte                       | |                        | 05.04.1990                       | 42              |
| Fachwerkhaus mit Seitentrakt         | Fachwerkhaus mit Seitentrakt                   | Lodenheide 30c Karte                       | |                        | 18.01.1985                       | 17              |
| weitere Bilder                       | Essenzenfabrik mit Wohnhaus                    | Lindenstraße 20 (teilweise) Karte          | |                        | 21.11.2007                       | 65              |
| Geschäftshaus                        | Geschäftshaus                                  | Markt 2 Karte                              | |                        | 25.07.1974                       | 69              |
| Fachwerkhaus                         | Fachwerkhaus                                   | Markt 4 Karte                              | |                        | 25.07.1974                       | 66              |
| Fachwerkhaus                         | Fachwerkhaus                                   | Markt 6 Karte                              | | um 1880                | 25.04.1988                       | 36              |
| Fachwerkhaus                         | Fachwerkhaus                                   | Marktstraße 2 / Markt 12 Karte             | | 2. Hälfte 18. Jh.      | 19.10.1984                       | 5               |
| Gebäude                              | Gebäude                                        | Markt 14 Karte                             | |                        | 07.06.1988                       | 37              |
| Fachwerkhaus                         | Fachwerkhaus                                   | Marktstraße 4 Karte                        | dreiseitig verschiefert und an der Rückseite mit Brettern verkleidet | 19. Jahrhundert        | 27.06.1985                       | 20              |
| Fachwerkhaus                         | Fachwerkhaus                                   | Marktstraße 11 Karte                       | | 17./18. Jh.            | 25.08.1982                       | 1               |
| weitere Bilder                       | St.-Jacobus-Kirche                             | Mittelstraße 10 Karte                      | | 1872–1882              | 06.10.1987                       | 33              |
| weitere Bilder                       | Altes Rathaus, Bürgerhaus                      | Mittelstraße 40 Karte                      | Gebäude mit neogotischer Fassade, Architekt: Walter Furthmann | 1899–1900              | 24.07.1986                       | 28              |
| weitere Bilder                       | Reformationskirche                             | Mittelstraße 66 Karte                      | dreischiffige, gewölbte Emporenbasilika in romanischem Stil, bis 1650 St. Jakobus, dann Evangelische Kirche, seit 1958 Reformationskirche                                                                                              | um 1210                | 13.07.1987                       | 29              |
| Adler-Apotheke                       | Adler-Apotheke                                 | Mittelstraße 67 Karte                      | | 1823                   | 05.11.1985                       | 23              |
| In der kleinen Hacken                | In der kleinen Hacken                          | Mittelstraße 68 Karte                      | | Anfang 18. Jahrhundert | 09.02.1992                       | 49              |
| In der großen Hacken, Hackenhof      | In der großen Hacken, Hackenhof                | Mittelstraße 70 Karte                      | | Ende 17./Anf. 18. Jh.  | 18.09.1985                       | 21              |
| Eckgebäude                           | Eckgebäude                                     | Mittelstraße 72/74, Schwanenstraße 2 Karte | Das Gebäude steht auf einer früher „Bingengut“ genannten Parzelle, die wie die östlich benachbarten Gebäude zum Hackenhof gehörte. | 1930                   | 12.12.1984                       | 8               |
| Gottschalks-Mühle                    | Gottschalks-Mühle                              | Mühle 64 Karte                             | |                        | 25.09.1987                       | 31              |
| Pfarrhaus St. Jacobus                | Pfarrhaus St. Jacobus                          | Mühlenstraße 8 Karte                       | | 1881–1882              | 07.10.1987                       | 34              |
| Fachwerkhaus                         | Fachwerkhaus                                   | Niedenstraße 110/112 Karte                 | | Ende 18. Jh            | 18.12.1984                       | 13              |
| weitere Bilder                       | Gaststättengebäude                             | Richrather Straße 1 Karte                  | Gaststätte „Da Domenico“, früher „Zum Hagelkreuz“ | 1905                   | 16.03.2016                       | 75              |
| Wohngebäude                          | Wohngebäude                                    | Richrather Straße 44 Karte                 | | 1906                   | 19.03.1990                       | 40              |
| Wohn- und Geschäftshaus              | Wohn- und Geschäftshaus                        | Richrather Straße 88 Karte                 | |                        | 23.03.1990                       | 41              |
| Wohnhaus mit Scheune                 | Wohnhaus mit Scheune                           | Schönholz 23 Karte                         | | um 1750                | 23.07.1986                       | 27              |
| weitere Bilder                       | Haus auf der Bech                              | Schwanenstraße 17 Karte                    | Fachwerkhaus | 1670/1675              | 26.04.1990                       | 46              |
| Wohn- und Geschäftshaus              | Wohn- und Geschäftshaus                        | Schwanenstraße 21/23 Karte                 | Fachwerkhaus | Mitte 19. Jh.          | 09.07.1986                       | 24              |
| weitere Bilder                       | Wohn- und Geschäftsgebäude                     | Schulstraße 37 Karte                       | Neorenaissance | 1890                   | 27.08.2010                       | 68              |
| Haus der Jugend                      | Haus der Jugend                                | Schulstraße 44 Karte                       | Architekten: Helmut Hentrich und Hans Heuser | 1938–1939              | 20.04.1990                       | 45              |
| Wohngebäude und Betriebsgebäude      | Wohngebäude und Betriebsgebäude                | Walder Straße 5, 5a Karte                  | | 1860/1870              | 18.04.1990 13.01.1995 30.11.1993 | 43 43a 50       |
| weitere Bilder                       | Villa                                          | Walder Straße 19 Karte                     | | um 1900                | 01.03.2006                       | 61              |
| Villa                                | Villa                                          | Walder Straße 21 Karte                     | | um 1912                | 20.09.2006                       | 62              |
| Straßenfassade Wohngebäude           | Straßenfassade Wohngebäude                     | Walder Straße 24a Karte                    | vormals Büro- und Wohngebäude der Walzengravieranstalt Waldeck und Nacke | um 1900                | 13.06.2007                       | 63              |
| Industriegebäude                     | Industriegebäude                               | Walder Straße 49 Karte                     | |                        | 30.04.1990                       | 48              |
| weitere Bilder                       | Wohngebäude                                    | Walder Straße 50 Karte                     | | Ende 19. Jh.           | 24.06.2015                       | 74              |
| ehemaliges Gaststättengebäude        | ehemaliges Gaststättengebäude                  | Walder Straße 344 Karte                    | ehemalige Gaststätte „Zur Bergischen Grenze“ |                        | 14.07.1987                       | 30              |
| Schulkindergarten und Kindergarten   | Schulkindergarten und Kindergarten             | Walter-Wiederhold-Straße 16 Karte          | ehemaliges Volksschulgebäude | 1906                   | 05.07.2004                       | 58              |